# Estavar
Estavar is een gemeente in het Franse departement Pyrénées-Orientales (regio Occitanie) en telt 498 inwoners (2005). De plaats maakt deel uit van het arrondissement Prades.

## Geografie
De oppervlakte van Estavar bedraagt 9,2 km², de bevolkingsdichtheid is 54,1 inwoners per km².
De onderstaande kaart toont de ligging van Estavar met de belangrijkste infrastructuur en aangrenzende gemeenten.

## Demografie
Onderstaande figuur toont het verloop van het inwonertal (bron: INSEE-tellingen).

## Galerij

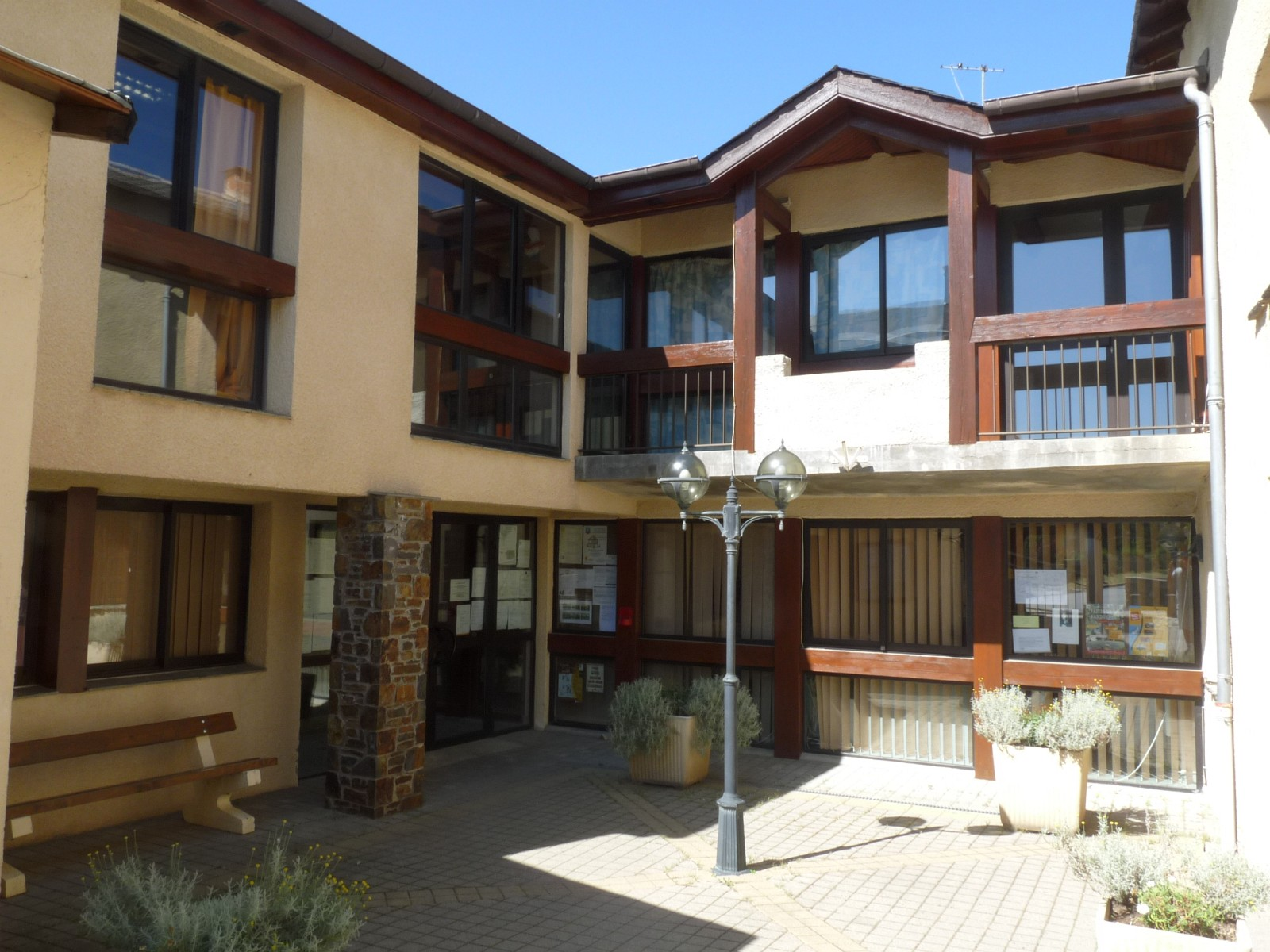
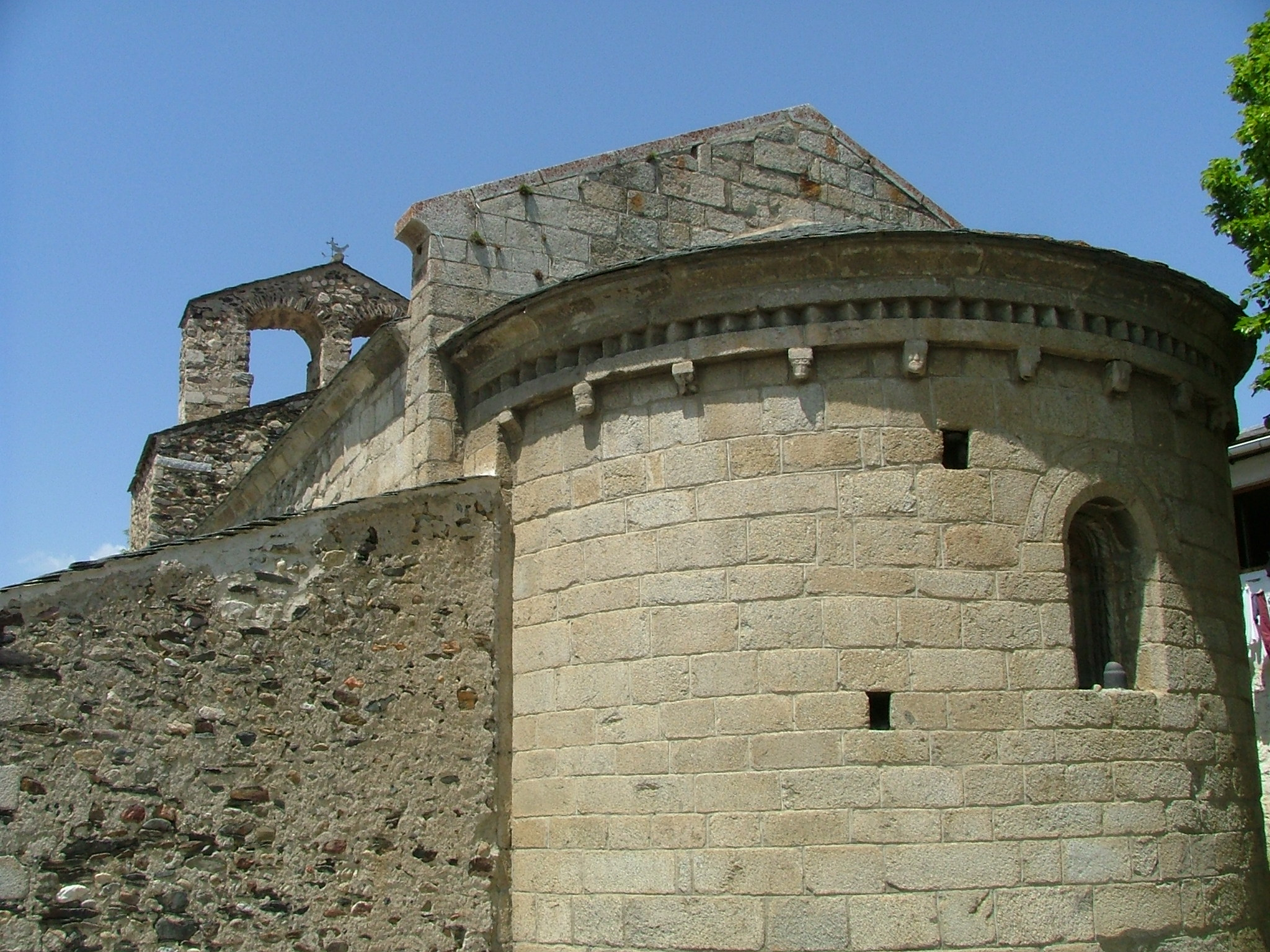
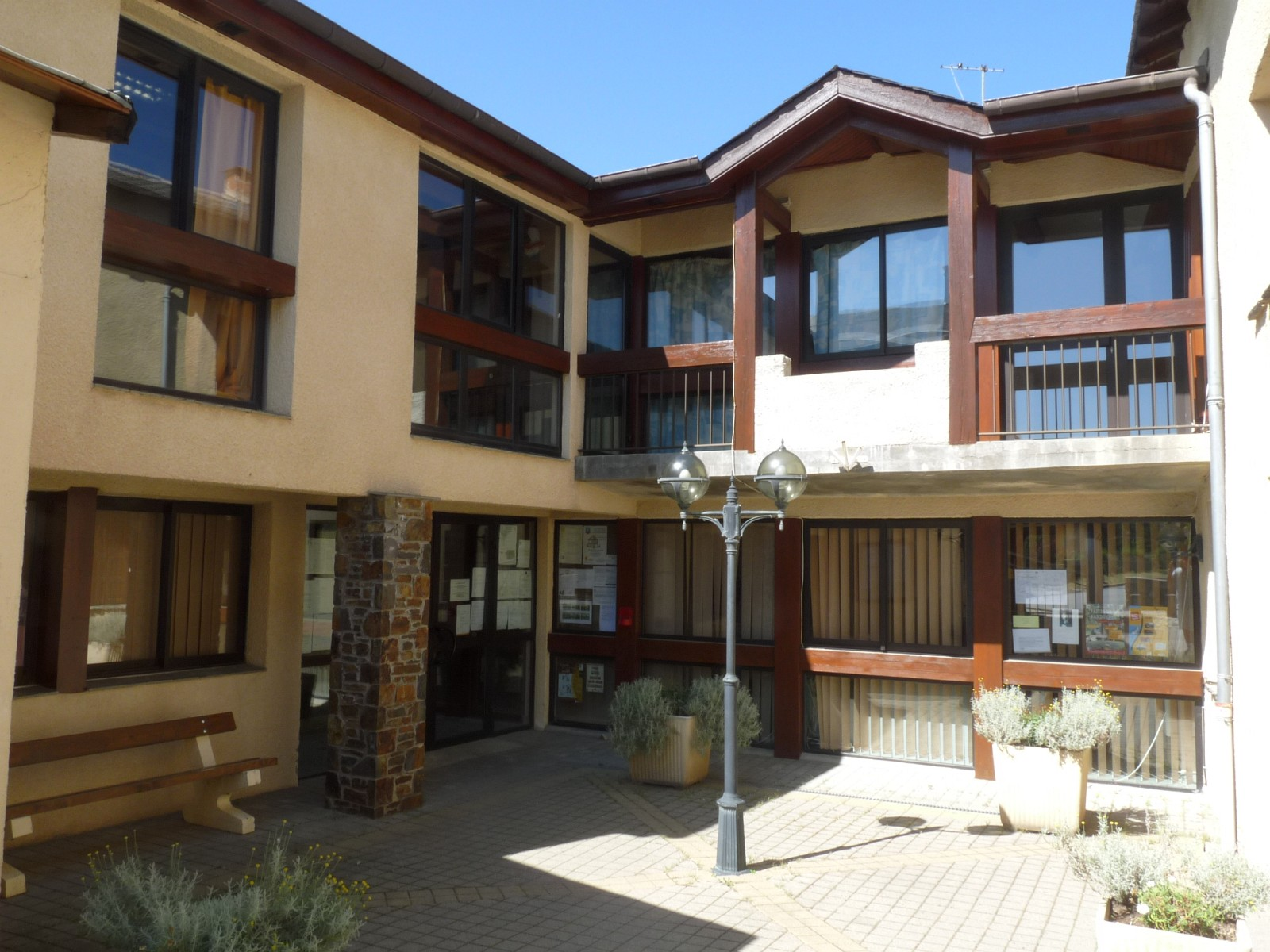
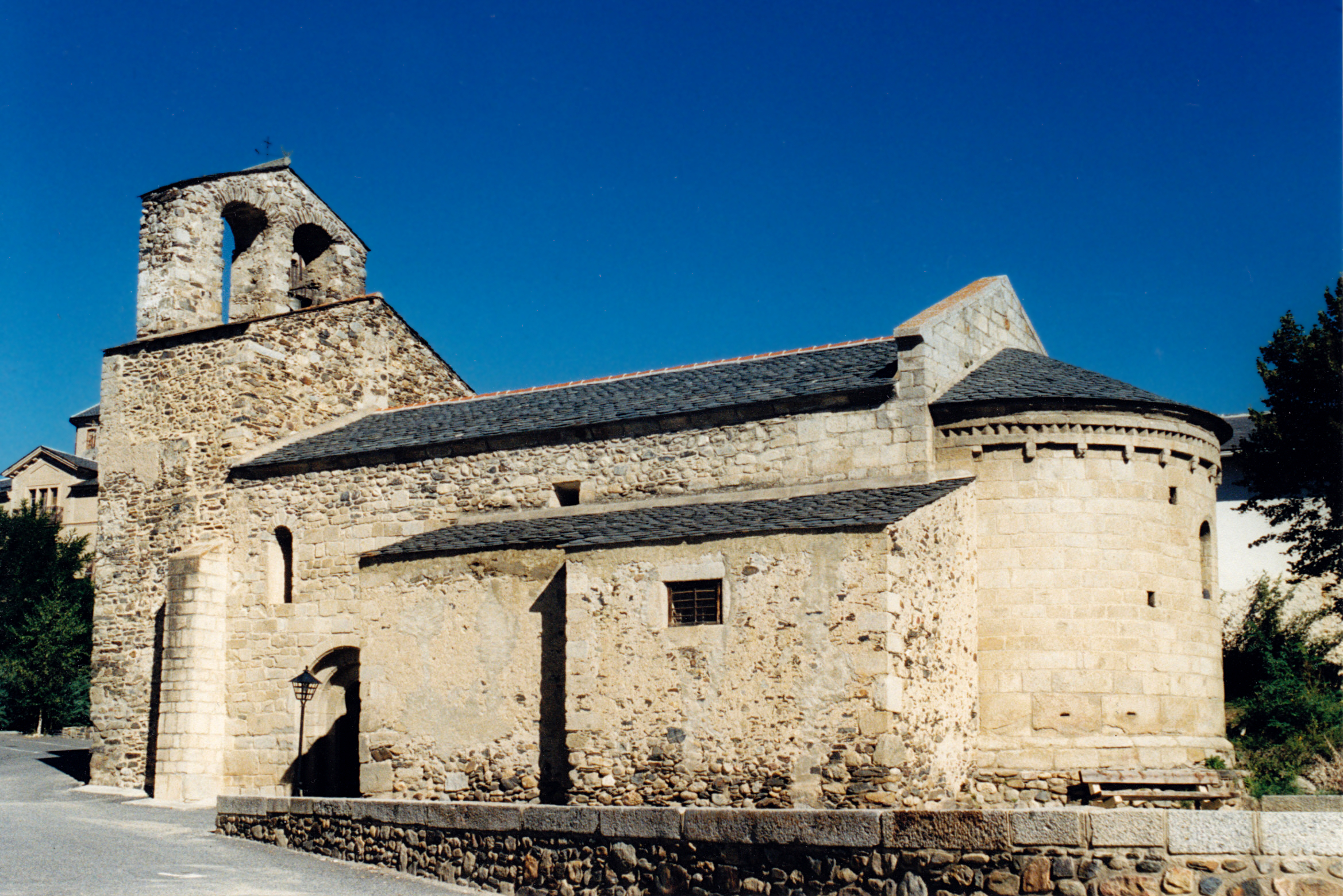